# قرار مجلس الأمن التابع للأمم المتحدة رقم 1745
قرار مجلس الأمن التابع للأمم المتحدة رقم 1745، المتخذ بالإجماع في 22 فبراير 2007.

## القرار
مع اقتراب موعد الانتخابات الرئاسية التيمورية في أقل من شهرين، مدد مجلس الأمن ولاية بعثة الأمم المتحدة المتكاملة في تيمور الشرقية حتى شباط / فبراير 2008، ووافق على تعزيز مؤقت لشرطة البعثة بوحدة إضافية قوامها 140 ضباط لتكملة القدرة الحالية لإنفاذ القانون ، ولا سيما خلال فترة ما قبل الانتخابات وبعدها.
عقب دعوة الأمين العام إلى "إرسال إشارة مهمة إلى استعداد مجلس الأمن لمواصلة التزامه تجاه تيمور الشرقية"، اتخذ المجلس بالإجماع القرار 1745 (2007)، الذي يمدد ولاية بعثة الأمم المتحدة حتى 26 فبراير 2008. تجري البلاد انتخاباتها الرئاسية في أبريل، ومن المتوقع أن تجرى الانتخابات البرلمانية بعد ذلك بشهرين.
وكرر المجلس رأيه بأن الانتخابات المقبلة ستكون خطوة مهمة في عملية تعزيز الديمقراطية، ودعا جميع الأطراف في تيمور الشرقية إلى التقيد بمبادئ اللاعنف والعمليات الديمقراطية والقانونية لضمان إجراء الانتخابات المقبلة لها تأثير موحد والمساهمة في التقريب بين الشعب، وشُجعت جميع الأحزاب التيمورية على ضمان إجراء انتخابات حرة ونزيهة وسلمية واحترام الجدول الزمني للانتخابات الذي وضعته اللجنة الوطنية للانتخابات.
وإذ أعرب المجلس عن قلقه إزاء الحالة الأمنية والسياسية والاجتماعية والإنسانية التي لا تزال هشة ومتقلبة في البلاد، ورحب بالجهود الأولية المبذولة في قطاع الأمن، دعا جميع الأطراف التيمورية، ولا سيما القادة السياسيون في البلد، إلى مواصلة العمل معا من أجل توطيد التقدم الذي أحرزتهالبلاد في السنوات الأخيرة وتمكين البلد من الانتقال إلى مستقبل ينعم بالسلام والازدهار.

## روابط خارجية
- نص القرار في undocs.org